# 湯沢恵子
湯沢 恵子（ゆざわ けいこ）は、日本の元フィギュアスケート選手（女子シングル）。東京都出身。法政大学卒業。元日本スケート連盟フィギュア強化部長城田憲子は実姉である。

## 経歴
1968年に東京都で行われた第37回全日本選手権で山下一美、宮川恵子に続き3位となる。その3年後の1971年に北海道札幌市で行われた第40回全日本選手権でも山下一美、武山修子に続き3位。
1972年、ユニバーシアード大会で6位。1972年、大阪府で行われた第41回全日本選手権でも渡部絵美、大橋美和子に続き3位。結局、全日本選手権で3位以上に入ることなく引退する。

## 主な戦績
| 大会/年                            | 1968-69 | 1969-70 | 1970-71 | 1971-72 | 1972-73 |
| ---------------------------------- | ------- | ------- | ------- | ------- | ------- |
| ユニバーシアード大会               |         |         |         | 6       |         |
| 全日本選手権                       | 3       |         |         | 3       | 3       |
| 全日本フリースケーティング競技大会 | 3       | 2       |         | 3       |         |